# 河本準一
河本 準一（こうもと じゅんいち、1975年〈昭和50年〉4月7日 - ）は、日本のお笑いタレント、YouTuber。お笑いコンビ次長課長のボケ（稀にツッコミ）を担当。相方は井上聡。愛知県名古屋市緑区生まれ、岡山県津山市、岡山市北区育ち。吉本興業所属。吉本総合芸能学院（NSC）大阪校13期。身長162cm、体重58kg。血液型AB型。アイドルグループ吉本坂46のメンバーおよびキャプテンでもある。愛称は準ちゃん、ヌルヌル王子、もっち、じゅんを。
2025年2月より芸能活動を休養中である。

## 概要
1995年に井上聡とのお笑いコンビ「次長課長」のメンバー（かつてはツッコミ、後にボケに転向）としてデビュー。大阪の劇場で下積みを積んだ後に2002年に東京進出。
2003年以降、仕事が増加し一躍人気芸人となる。その一方で、2010年と2015年には不摂生と飲酒量がたたり膵炎を患い、2012年には親族による生活保護受給騒動により謝罪会見を行い仕事が激減するなど波乱万丈な生活を送っている。
近年はSDGs(持続可能な開発目標)推進活動やボランティア活動といった社会的貢献や農業にも取り組んでいる。

## 来歴・人物

### 生い立ち
愛知県名古屋市緑区有松町で生まれ育つ。父親が一代で会社を築き上げたため8歳までは裕福な生活だったが、9歳の時に父親の不倫をきっかけに両親が離婚し、母親の両親や姉妹が住む岡山県津山市に転居した。母親はスナックで働きながら河本を育てた。学校ではオダギリジョーが転校してやってきており、後に芸能界で再会することになる。

#### 虐待
やがて母親は再婚した。新しい父親は河本と年の同じ連れ子の息子とともに家に越してきた。しかしその父親は「朝は明るくハキハキとしているが、夜になり酒を飲んだら一変する悪魔みたいな人」であり、河本と自分の息子を頭から風呂場に突っ込んで殴ったり、何度も包丁を持って追いかけ回された。母親も「このままでは殺される」と思い、河本が小学6年の3学期に父親不在の時を見計らって〝夜逃げ〟した。母親の姉とともに岡山市（現・岡山市北区）内へ転居した。

#### いじめ
岡山市立京山中学校に入学した河本はいじめの対象となり、放課後に加害者から逃れる場を作るためにバレーボール部に入部した。バレーボール部に在籍していた番長格の不良少年が河本を気に入り、いじめをやめるよう他の不良少年に命令したことで河本はいじめから解放された。2年生になると野球部に転部し、後にコンビを組むことになる井上聡と出会った。

#### 中学・高校
中学時代、河本の母親はキッチンドリンカーとなり、料理を作りながら泥酔状態に陥るのが常だった。河本は、酔った母親のボケにつっこむ生活を送ったことが自身の「お笑いの素養」となったのではないかと振り返っている。
河本曰く中学校時代の偏差値は23で、高校進学を強く希望しなかった。しかし日頃放任主義である母親が進学すべきだと強硬に主張し、最終的には進学を希望した。担任の教師が奔走した結果、定員割れの工業高校が見つかり、高校進学が決定した。
小学校から9年間、サッカーをやっていた河本(明確には一時期、バレーボールや野球もしていた)はサッカー部に入部し、後に次長課長社長でトリオを組む山下正人と出会っている。1年生の夏にレギュラーに抜擢され、国体の岡山県選抜メンバーにも選ばれた河本は一時、「Jリーガーも夢やないんちゃうやろか」と考えたという。しかし2年生の秋に県大会の試合でシュートを失敗し、先輩から責められたことでサッカーへの情熱を失う。そんな最中に毎日放送の『素人名人会』を観て出場を思い立ち、サッカー部を退部して漫才の練習に取り組んだ結果、敢闘賞を受賞した。その後、河本は酒や煙草を覚え、学校をさぼるようにもなったという。

#### お笑い芸人へ
高校卒業を目前にした時期に吉本総合芸能学院（NSC）のパンフレットを目にし、井上、山下とともに出願。3人揃って合格し、大阪へ転居した。母親は、親戚からの借金で入学金やアパートの敷金・礼金を用立てた。NSC入学に際し河本は、「芸人として売れたら、母親と母親の姉妹一家が一緒に住めるような大きな家を岡山に建てる」という目標を掲げた。
1994年に井上、山下とトリオ「次長課長社長」を結成。だが、1年程で「社長」にあたる山下が脱退したため、井上とのコンビとなり名前を「次長課長」に変更。最初はツッコミ担当だったが、1999年3月の心斎橋筋2丁目劇場閉館直後にボケに転向。
岡山から大阪に出てきた当時は、何度も岡山に帰ることも考えたが、相方井上の存在がその考えを踏みとどまらせた。「自分がこの世界に引きずり込んで、あいつの人生を狂わしたのに、自分が帰ったらあいつはどうなる」と発言。
2003年3月に、元大阪パフォーマンスドールの重元直美と結婚し、2012年時点で一男一女の父である。恐妻家としても有名で、『行列のできる法律相談所』の企画「気の毒な夫No.1決定戦」で第9回チャンピオンを獲ったこともある。
『ダイナマイト関西』でのキャッチフレーズは「お笑い慶應ボーイ」。
2009年7月、「ジュツゴロウと愉快な仲間」で「S-1バトル」の7月の月間チャンピオンとして選ばれた。ちなみにサブキャストとして、約半年後にM-1王者となる黒瀬純（パンクブーブー）を出演させている。
2010年10月、急性すい炎で入院、30日退院。約2か月の休養に入ることが発表されたが、同年11月2日放送分の『火曜サプライズ』にて復帰。
2012年5月25日、都内で母親の生活保護の受給について謝罪会見。これ以降テレビでの仕事が激減する。同年からはボランティア活動、2017年からはSDGs推進活動、2019年には米作りに参加し翌年から自身がプロデュースした国産米『準米』を発売するなど、お笑い以外の取り組みにも挑戦し活動の幅を広げる。これは病気療養や騒動による人生観の変化が影響している事を語っている。
2014年からはユニットコント『CONTS』が始動。9月10日から11月8日まで全国ツアーを開催した。
2015年9月24日から、再び急性すい炎により入院。1か月休養となり、予定されていたイベント『ユニットコント全国ライブツアーCONTS in 横浜』は中止となる。
2018年8月20日、オーディションを受けていた吉本坂46の最終審査に合格しメンバーになる。グループではキャプテンを担当している。
2021年5月26日、新型コロナウイルスへの感染を公表。
2025年2月17日、前年から体調を崩し仕事に支障が出るようになったとして、休養することを発表した。6月1日、活動休止の理由がパニック障害およびうつ病であったことを公表。

### 趣味・特技・持ち芸
ジャッキー・チェンの映画『ドランクモンキー 酔拳』の脇役の顔真似をする。台詞「お前に食わせるタンメンはねぇ!」は、実際に映画の中にあったわけではなく河本も最初は台詞なしでやっていたが、番組内でアドリブ的にこのセリフを加えてやったところ、受けが良かったのでその後も続けた。なお、最初は「食わせる」ではなく「食べさす」と言っていた。他に「そうは酢豚の天津丼だ!!」というフレーズでおなじみ。フジテレビ『とんねるずのみなさんのおかげでした』の「第2回細かすぎて伝わらないものまね選手権」（2004年放送）で準優勝。
学生時代から嗜んでいた事もあって現在もサッカーへの関心は強く、サッカー関連の仕事も多い。
『イラッとくる韓国語講座』の企画で韓国語を独学で勉強した。
55歳を過ぎた頃にはスペインで喫茶店を経営するという夢を持っており、スペイン語の勉強に意欲を示している。なお、奇しくも相方の井上も55歳を過ぎたら海外で暮らす夢を持っているという。
2020年東京パラリンピックを盛り上げるためのイベントに参加した事をきっかけに手話を習っており、ネタに取り入れる事を目標としているという。
プロ野球では阪神タイガースファンである。

### 交友関係
先述通り、小学校では俳優のオダギリジョーと同級生だった。現在もオダギリは河本の事を「もっち」と呼び、河本はオダギリを「ジョー君」と呼ぶ程の仲である。
松本康太（レギュラー）と同居していた。
同期や先輩後輩を問わず芸人仲間との交流を大切にしており、活動に協力したり、舞台にゲストとして出演する者も多くいる。

### エピソード

#### 急性すい炎との闘病
2010年10月6日、テレビ番組の収録中に腹痛を起こし、撮影終了後に意識を失いそのまま入院し、急性すい炎と診断される。河本は後に当時を「家でいきなり、足の指20本分の生爪を一気にはがしたような激痛が背中に襲ってきた」と回想している。2日間意識が戻らず当初は2か月の休養と報じられていたが、順調に回復し10月30日に退院。11月2日放送の『火曜サプライズ』（日本テレビ）にて仕事復帰した。
発症の最大の原因として飲酒が挙げられており、かつてはビール1杯から2杯と焼酎10杯を週7回飲んでいた。この他にもストレスや睡眠不足、疲労、暴飲暴食を挙げている。現在は体力をつけるためジムに通い運動を行い、2か月に1度病院で血液検査を受けている。
入院期間中は飲食が出来ず、喉の奥に計4本の点滴を刺していた。退院後も病気の影響で酒、牛肉、ラーメン、揚げ物、刺激物を摂ってはいけないと医師に指導され、飲食の制限がなされた。2013年には「適量を維持する」という約束のもと飲酒を再開するが、結局酒量は増えていき、症状の悪化に繋がり再発する事になった。
2015年9月24日、急性すい炎再発のため3週間入院。この時には点滴を打ちながらシャンプーをするのが面倒臭くなり髪を丸坊主にした。10月18日に退院し『PASSPO☆航空！ じぇっTV』（Kawaiian TV）で仕事復帰し、「アレ、出所した?!」と髪型をイジられた。
2020年11月16日に自身のYouTubeチャンネルに投稿された動画では、2か月に1度の血液検査の結果が明かされ、収録した日からは結果が良ければ1杯だけラーメンを食べる許可が下りる事になった。医師から直筆で「河本さんに食べていただくラーメンは…あります」とギャグを交えて告知され、熟考した結果後日同期で親交のあるくっきー!（野性爆弾）と共に天下一品高円寺店を訪れ"こってり"ラーメンを食べ、「美味い」とコメントしている。

#### 親族による生活保護受給騒動
2012年4月、『女性セブン』（小学館）の報道によって、ある芸能人が充分な収入があるにもかかわらず、その母親が生活保護を受給していることが明らかにされたが、後にそれが河本のことであることが発覚した。参議院議員片山さつきによって財政問題と絡めて広く周知されると、自身のTwitter上で「Twitterの意味自体を把握してない人は今後一切見なくていいなぁ。その生き生きとしたパワーをもっと他の事で使えばいいのになぁ。人の嫌な事を生きがいにしてる人達がどうか無くなりますようになぁ。」等とプロフィール欄に書き込み、大きな反発を買った後に河本は母親が2012年4月まで15年間に渡り生活保護を受けていたことを認めた。同年5月25日に河本は、記者会見にて「むちゃくちゃ甘い考えだったと反省している。申し訳ございません」と述べて謝罪した。河本に扶養能力が生じたのちに河本の母親が受け取った生活保護については、一部を返納した事が報じられ、後に全額を返金した事が明かされている。
河本が生活保護問題の件で謝罪したことは、日本国外のメディアなどでも報じられ、ウォール・ストリート・ジャーナルは、日本の福祉政策と財政問題に関連付けて報じている。また、ペア時計のために190万円を支払ったことや東京の高級クラブで大騒ぎしたことについても庶民の金銭感覚とのズレが指摘されウォール・ストリート・ジャーナルによって、生活保護受給騒動と結びつけて報じられた。
2016年10月2日に、『ダウンタウンのガキの使いやあらへんで!!』の「熱血! 浜田塾!!」のコーナーに出演し、現在のレギュラー番組について尋ねられると「正式なのは、もうほとんどありません」と仕事が激減していることを語った。日刊サイゾーによれば、母親の生活保護受給騒動が4年経過してもまだ世間から許されていないとのこと。
2019年10月5日に役作りで丸坊主にしたことを明かしたが、冷ややかな声が相次ぎ、アサ芸プラスによると生活保護受給騒動から7年経過してもまだテレビの仕事は激減したままで、許されていなかった。
これらの現状を踏まえ、2021年2月19日放送の『じっくり聞いタロウ〜スター近況㊙報告〜』では不祥事を振り返り「反省している」と弁解したTKOの木下隆行へ「（後輩芸人にペットボトルを投げたのは）衝動的な行動じゃないですか。今思えば絶対に反省する部分が何個もあるんですけど、全部言い訳にしか聞こえない」「ぼくもそう。（税務問題を起こした）徳井（義実）も（不貞騒動を起こした）渡部（建）さんもそう。絶対にそう（言い訳に）なります。でも昔のクリーンな時の、きれいな時の自分に戻ろうと思ったら大間違い」「だって、もう深く傷がついたんですもん」と自身の経験を交えて叱責している。
2023年6月8日に鬼越トマホークのYouTubeチャンネルに出演し、この騒動についてあらためて世間に話すのに「10年かかった」とし「先輩に『笑いに変えられなくてすまん』と言われるのが、いちばんきつい。いつか笑いに変えないと。試練やと思っているし、それまで（仕事は）辞めへん」と語っている。2012年当時の実情として、収入はあったが後輩芸人に奢ることが多く金欠状態で、「これが一番の間違い。母親を抜かしてなんでそこ（後輩）いくの？って。借金してまで何オゴってんの？って。親は700キロ離れていて、電話で『（生活は）大丈夫や』って。それで大丈夫なんやと思っていた。自分が甘かった」と回想している。また、この前年の8月19日に自身のYouTubeチャンネルで「悪いのは僕であって、母親は何にも悪くない。母親は不正受給はしてない」と説明している。

#### ボランティア活動
2012年からは前述の件の反省から迷惑をかけた岡山の福祉事務所への恩返しを込めて月1回および2か月に1回のペースで岡山の介護施設や児童養護施設を訪れて交流を行うボランティア活動を行っている。
内容は場所によって様々であり、幼稚園の場合は子供に紙芝居や絵本を読む、グラウンドで遊ぶ、芸人仲間に声をかけ子供が使わなくなったおもちゃを集めて持っていくなど。介護施設の場合は簡単なネタを演じたり、歌や音楽での交流をしたり、鼻笛を使っての演奏が行われている。
ボランティア活動に協力した後輩芸人ではレギュラー、井上裕介（NON STYLE）、村田秀亮（とろサーモン）、木村卓寛（天津）、水口靖一郎（ソラシド）が挙げられている。特にレギュラーは年配層の人気が高かった事もあり、本格的に介護の勉強を行うきっかけとなった。また、メンバーの交通費は河本が負担している事を語っている。
2018年末のインタビューでレギュラーが言及するまではこの活動の事は世間ではほとんど知られておらず、河本自身も2019年にインタビューで触れるまでは「反論するんじゃなく、自分が前進するしかない」と考え積極的に公表する事を控えていた。

#### SDGs推進活動
2017年からは「お笑い以外に何かできることがないか」という思いから「SDGs(持続可能な開発目標)」推進活動に参加している。
主な活動内容は河本がイベントの司会を務め子供達にSDGsの理念を分かりやすく説明したり、後輩芸人と共にSDGsの理念である国連が2015年に採択した2030年に向けた17の目標を漫才やコメディ芝居に織り込み披露したり、SDGsに関する○×クイズを出すといったものである。

#### 農業
2019年には農業を始め、翌年からは自身がプロデュースした大分県の朝来米『準米』を個人事務所「準組」から発売した。
この企画を始めるきっかけとして、友人に大分県の朝来米を勧められ食べてみたところ、その美味しさに感動したと同時に「なぜ、こんなに美味しいお米が全国に普及されていないのか?」と思った事が挙げられ、この思いを農家に伝えたところ協力してもらえる事になった。河本は「お米を手伝う事で作る人の苦労を少しでも自分自身で理解したい」という思いから2019年の6月から10月まで行われた田植え、追肥、収穫、製品作りに地元の農家と共に携わっている。
河本自身「日本人のソウルフードであるお米を通して人を笑顔にしたい」「日本人なら日本のお米で笑顔にしたい」「『日本の農業がすごい』ってことも広めていきたい」「『農業はオシャレで、素晴らしいし楽しい』っていうところも広めていきたい」といった思いを語っている。
また、「準組」ではエコバッグやサルエルパンツ、マスクといったグッズも制作している。

#### CONTS
2014年からは自身が座長・脚本・演出を務めるユニットコント『CONTS』を岩尾望（フットボールアワー）、井上裕介（NON STYLE）と共に行っている
。
この3人の他にも先輩後輩問わず多くの芸人がゲストとして参加している。

## 出演番組
コンビでの出演は次長課長の項目を参照。

### テレビバラエティ
現在の出演番組
- 解禁!暴露ナイト → 〜裏ネタワイド〜 DEEPナイト→ヨソで言わんとい亭〜ココだけの話が聞ける（秘）料亭〜→じっくり聞いタロウ〜スター近況（秘）報告〜（2012年10月 - 、テレビ東京）[83]
- 旬感!3ch（大分放送） - 大分県国東市での米作りを不定期に放送。
- ダウンタウンのガキの使いやあらへんで!!（日本テレビ）- 不定期出演
- 浜ちゃんが!（読売テレビ）- 進行もしくはゲストとして不定期出演

過去の出演番組
- のりノリ天国（サンテレビ）- 不定期出演
- 人志松本のすべらない話（フジテレビ）- 不定期特番
- いきなり!黄金伝説。（テレビ朝日）- 準レギュラー
- 次長課長・河本準一のひと花咲かせましょう（2008年11月 - 2009年8月、テレ朝チャンネル）
- 河本感謝祭（2009年10月9日 - 11月27日、中京テレビ）
- くだまき八兵衛→くだまき八兵衛X（2010年4月 - 2012年9月、テレビ東京）
- 嵐にしやがれ（日本テレビ）- 第1期のセットゲストもしくは進行として不定期出演。
- イラっとくる韓国語講座（2011年1月 - 2012年12月、テレビ東京）
- 5MEN旅（2011年4月 - 2012年3月、日本テレビ）
- セカイでニホンGO!（2011年7月14日 - 10月20日、NHK総合）
- 世界の秘境で大発見!日本食堂（テレビ東京）- 不定期特番※レギュラーゲスト
- スター☆ドラフト会議（日本テレビ）- イジリ隊もしくはスター☆アドバイザーとして不定期出演。
- ふわふわトーク こんな感じでどうですか?（フジテレビ）- 不定期特番
- 竹山のやりたい100のこと〜ザキヤマ&河本のイジリ旅〜→竹山エンディングノート〜ザキヤマ&河本のイジリ天国〜→竹山、芸人やめるってよ〜ザキヤマ&河本のイジリクルート〜（フジテレビONE）
- ナカイの窓（日本テレビ）- サポートMCとして不定期出演※ゲスト出演もあり。
- ニッポン元気計画! 眠れるスター目覚ましバラエティ“ハックツベリー”（テレビ東京）- ハックツスタッフとして不定期出演
- 週末パラダイス（2014年7月 - 2015年1月、テレビ東京）
- パチ魂（鹿児島読売テレビ）- 不定期MC
- PAPPO☆航空!じぇっTV（2015年7月 - 2018年9月、kawaiianTV）- MC
- おねだりの達人 (自称)（2015年10月 - 2016年1月、テレビ東京）
- 吉本坂46が売れるまでの全記録（テレビ東京）- 不定期出演
- バチ!ナイト（2018年 - 、鹿児島放送）- 不定期MC
- ばっちり撮ったろう～アイドルがネットで頂上とんねんて？～（2018年7月 - 2019年3月、テレビ北海道）
- ピンキリ〜アイドルのピンからキリまで聞き取りマシュマロ〜（2018年10月 - 2019年11月、kawailanTV）- MC
- 土曜旅館 桜の間（2019年4月 - 2021年3月、テレビ北海道）
- 発見!中国14億人の食の世界（2022年9月25日 - 2023年3月26日、BSよしもと）- MC[84]
- 唄う!昭和レトロ旅（2022年10月23日 - 2023年9月17日、BSよしもと）- 月1放送[85]
- 巡って発見!ぶらり中国周遊記（2023年7月23日 - 2024年1月21日・2024年7月28日 - 2025年1月19日、BSよしもと）- MC[86][87]
- TOKAIグループ ケープルテレビ10社合同ミニ謝恩祭 大謝恩祭までもう待てない生放送（2024年10月6日 - 2025年1月5日、テレビ津山）- 進行※毎月第1日曜放送。[88]

### ドラマ
- ほんとにあった怖い話 夏の特別編2004「預言者の余波」（2004年9月7日、フジテレビ）- 倉田 役
- タイガー&ドラゴン（2005年、TBS） - 劉さん 役
- 14才の母（2006年、日本テレビ） - 三井マコト 役
- 笑える恋はしたくない（2006年、TBS） - 主演・戸中一平 役（山崎静代〈南海キャンディーズ〉とダブル主演[89]）
- スペシャルドラマ版・ちびまる子ちゃん（2006年、フジテレビ） - ブー太郎の父 役
- 太郎と次郎〜反省ザルとボクの夢〜（2007年・フジテレビ） - 犬塚・マネージャー 役
- まるまるちびまる子ちゃん 20年後の同窓会SP（2007年、フジテレビ） - 大人になったブー太郎 役
- 24時間あたためますか?〜疾風怒涛コンビニ伝〜（2008年、日本テレビ） - 丸知広 役
- Dr.伊良部一郎 最終話（2011年3月27日・テレビ朝日） - 鈴木竹彦 役
- LOVE理論 第8話（2015年6月1日・テレビ東京） - 村野 役
- 後妻業（2019年、カンテレ） - 新井欽司 役
- オリバーな犬、 (Gosh!!) このヤロウ シーズン2（2022年9月20日 - 10月4日、NHK総合）[90] - リコピン 役

### 映画
- 劇場版 仮面ライダーカブト GOD SPEED LOVE（2006年、東映）
- おばちゃんチップス（2007年、ファントム・フィルム）
- 映画ドラえもん のび太の新魔界大冒険 〜7人の魔法使い〜（2007年、東宝） - 満月牧師 役
- ゲゲゲの鬼太郎 千年呪い歌（2008年、松竹） - 琵琶牧々 役
- さくらな人たち（2009年）
- 火天の城（2009年、東映） - 羽柴秀吉 役
- 劇場版TRICK 霊能力者バトルロイヤル（2010年、東宝） - 興行主 役
- FLOWERS -フラワーズ- （2010年、東宝） - 菊池敏雄 役
- お墓に泊まろう!（2010年 沖縄国際映画祭出品） - 伊藤隆行（テレビ東京プロデューサー）役
- さらば愛しの大統領（2010年、アスミック・エース）
- 劇場版アニメ 忍たま乱太郎 忍術学園 全員出動!の段（2011年、ワーナー・ブラザース映画） - 大間賀時曲時 役[91]
- ホルモン女（2011年 沖縄国際映画祭出品） - 刑部課長 役
- ミステイクン（2011年） - 伊藤隆行（テレビ東京プロデューサー）役
- サンブンノイチ（2014年） - “ハニーバニー”元店長 役
- ある船頭の話（2019年） - 建設関係者　役
- 49日の真実（2025年、エムエフピクチャーズ）[92]

### ウェブテレビ
- 発注歓迎!リベンジャーズ（2018年6月3日 - 2019年1月27日、AbemaTV）
- 家-1グランプリ2020〜お笑い自宅芸No.1決定戦〜（2020年5月3日、ABEMA） - 決勝進出者[93]
- HITOSHI MATSUMOTO presents ドキュメンタル（2020年、Amazonプライム・ビデオ）- シーズン8出演
- HITOSHI MATSUMOTO presents ドキュメンタル Documentary of Documental（2020年、Amazonプライム・ビデオ）- シーズン2出演
- 石橋貴明プレミアム（2021年3月20日[94]、ABEMA）

### ラジオ
- 河本準一のイキナリッ（2008年10月 - 2009年3月、MBSラジオ）
- やきぐりバンバン コンマ1（2009年4月 - 2009年10月、MBSラジオ）
- 次長課長 河本"ハツラツ"準一のサンデー笑!（2010年4月 - 2010年12月、TBSラジオ）

### PV
- SCANDAL「少女S」（2009年）
- かりゆし58 「全開の唄」（2010年)
- NMB48「オーマイガー!」（2011年）

### DVD
- 「ドキュメンタリーハイ 中 〜HANAJI〜」（2010年、高須光聖監督・祭日和役）

### デジタルシングル
- 「花火」（祭日和名義、2010年9月29日発売）

### CM
- 日産自動車 NOTE（2009年5月 - ）
テレビCM・ラジオCM・webアニメ『低燃費少女ハイジ』（声-やまびこ、ペーター、おんじ、クララ、ヤギのユキちゃん、セバスチャン役など）

### 機内ビデオ番組
- JALオリジナル機内番組「よしもとJALTV」第一弾（2009年12月 - 2010年1月、日本航空機内で上映）

## 書籍
- 一人二役 （2007年4月29日）
- 鬼嫁合衆国 （2011年3月1日）
- 河本準一式韓国語の教科書 （2012年2月16日）
- イラっとくる韓国語講座presents 河本準一式ソウルの旅 （2012年5月12日）
- 河本準一式韓国語の教科書2 実践編（2012年9月7日）

## 声優・ナレーション
- ドラえもん のび太の新魔界大冒険 〜7人の魔法使い〜 - 満月牧師 役
- 和・和・和 ワッピちゃん（WOWOW）
- スーパーナチュラル（日本テレビ） ※ゲスト出演
- 劇場版アニメ 忍たま乱太郎 忍術学園 全員出動!の段 - 大間賀時曲時 役[95] ※特別出演

## 舞台
- うたかふぇ（2015年7月、サンシャイン劇場）[96]
- 富士見町アパートメント2022『海へ』（2022年4月 - 5月、俳優座劇場） - 岡田 役[97][98]
- スーパー銭湯LIVE「ユーラン・ルージュ～笑いの源泉かけ流し！～」（2022年6月3日・4日、よみうりホール）[99]
- Oh My Diner ～踊るぶんぶん狂想曲～（2022年7月、品川プリンスホテル ステラボール） - ワン 役[100]
- 幻奏のフイルム（2022年11月、CBGKシブゲキ!!） - 村瀬薫 役[101]